# Aulacoschiza hexaphylla
Aulacoschiza hexaphylla är en skalbaggsart som beskrevs av Louis Burgeon 1948. Aulacoschiza hexaphylla ingår i släktet Aulacoschiza och familjen Melolonthidae. Inga underarter finns listade.